# Xylariales
Xylariales is een orde van Sordariomycetes uit de subklasse Xylariomycetidae.
De leden van de orde hebben een duidelijk ontwikkeld stroma. Van de soorten uit deze orde hebben de perithecia een donker omhulsel. De asci zijn blijvend. De asci hebben vaak een amyloïde apicale ring. 
Het is een behoorlijk grote groep schimmels. De orde omvat in totaal ongeveer 4500 soorten. Tot deze orde behoren onder andere de geweizwam en de kogelhoutskoolzwam.

## Taxonomie
De taxonomische indeling van de Xylariales is als volgt:
Orde: Xylariales
- Familie: Amphisphaeriaceae
- Familie: Barrmaeliaceae
- Familie: Cainiaceae
- Familie: Castanediellaceae
- Familie: Clypeosphaeriaceae
- Familie: Diatrypaceae
- Familie: Fasciatisporaceae
- Familie: Graphostromataceae
- Familie: Hypoxylaceae
- Familie: Hyponectriaceae
- Familie: Induratiaceae
- Familie: Leptosilliaceae
- Familie: Lopadostomataceae
- Familie: Melogrammataceae
- Familie: Microdochiaceae
- Familie: Myelospermataceae
- Familie: Nothodactylariaceae
- Familie: Polystigmataceae
- Familie: Pseudosporidesmiaceae
- Familie: Requienellaceae
- Familie: Vialaeaceae
- Familie: Xyladictyochaetaceae
- Familie: Xylariaceae
- Familie: Zygosporiaceae

De volgende geslachten zijn Incertae sedis geplaatst:
- Appendixia – Ascotrichella – Basiseptospora – Castellaniomyces – Fassia – Guayaquilia – Guestia – Hadrotrichum – Idriellopsis – Kirstenboschia – Mycodiella – Natonodosa – Neoidriella – Paraidriella – Paraphysalospora – Paucithecium – Polyancora – Polyscytalum – Poroisariopsis – Poroleprieuria – Pseudosubramaniomyces – Pulmosphaeria – Pyriformiascoma – Striatodecospora – Synnemadiella – Tristratiperidium – Xenoanthostomella